# کینتانا دل پیدیو
کینتانا دل پیدیو (به اسپانیایی: Quintana del Pidio) یک شهرستان در اسپانیا است.